# Kalparapatti
Kalparapatti es una ciudad censal situada en el distrito de Salem en el estado de Tamil Nadu (India). Su población es de 5046 habitantes (2011). Se encuentra a 12 km de Salem y a 49 km de Erode.

## Demografía
Según el censo de 2011 la población de Kalparapatti era de 5046 habitantes, de los cuales 2644 eran hombres y 2402 eran mujeres. Kalparapatti tiene una tasa media de alfabetización del 55,59%, inferior a la media estatal del 80,09%: la alfabetización masculina es del 64,20%, y la alfabetización femenina del 46,49%.